# Huân chương Dũng cảm
Huân chương Dũng cảm là một loại huân chương của Nhà nước Cộng hòa Xã hội Chủ nghĩa Việt Nam, được đặt ra theo Luật Thi đua - Khen thưởng (ban hành ngày 26 tháng 11 năm 2003); để tặng hoặc truy tặng cho cá nhân có hành động dũng cảm cứu người, cứu tài sản của Nhà nước, của nhân dân. Huân chương Dũng cảm không chia hạng. Thẩm quyền tặng, truy tặng Huân chương Dũng cảm do Chủ tịch nước quyết định.

## Mô tả
Huân chương Dũng cảm gồm có 3 phần:
- Cuống Huân chương viền ngoài màu vàng, trong bằng tơ Rayon dệt màu đỏ cờ, có hai vạch màu xanh lá cây, cốt bằng đồng đỏ mạ vàng hợp kim Nico dày 3 micron; kích thước 28mm x 14mm.
- Dải Huân chương hình chữ A cách điệu bằng tơ Rayon dệt màu đỏ cờ, có hai vạch màu xanh lá cây, cốt bằng đồng đỏ mạ vàng hợp kim Nico dày 3 micron; kích thước 28mm x 51mm x 41mm x 51mm.
- Thân Huân chương hình sao tám cánh cách điệu, trong có dòng chữ "Huân chương Dũng cảm" (màu đỏ) trên nền vàng, chính giữa là sao vàng năm cánh toả sáng trên nền đỏ, phía dưới là dòng chữ "Việt Nam" (màu đỏ), bao quanh là hai cành tùng, đường kính ngoại tiếp tám đỉnh sao bằng 41mm, chất liệu bằng đồng đỏ mạ vàng hợp kim Nico dày 3 micron.

## Đối tượng và tiêu chuẩn khen thưởng
Huân chương Dũng cảm để tặng hoặc truy tặng cho các cán bộ, chiến sĩ, dân quân tự vệ và các tầng lớp nhân dân, không phân biệt lứa tuổi, có hành động dũng cảm cứu người, cứu tài sản của Nhà nước, của nhân dân; đạt được một trong những tiêu chuẩn sau:
1. Không sợ hy sinh tính mạng, quyết tâm cứu người, cứu tài sản của Nhà nước, của nhân dân khi gặp hoả hoạn, thiên tai; dũng cảm bảo vệ tài sản của Nhà nước, tính mạng và tài sản của công dân trước bọn tội phạm hoặc dũng cảm xung phong vào những nơi nguy hiểm do dịch bệnh gây nên nhằm bảo vệ tính mạng của nhân dân; thành tích đạt được có tác dụng động viên, giáo dục, nêu gương sáng trong phạm vi tỉnh, thành phố, khu vực trở lên.
2. Đã hy sinh anh dũng trong khi cứu người, cứu tài sản của Nhà nước, được nhân dân kính phục, nêu gương, học tập.